# Copa Bionaire 2012
La Copa Bionaire è stato un torneo di tennis femminile giocato sul campo in terra rossa facente parte della categoria ITF Women's Circuit nell'ambito dell'ITF Women's Circuit 2012. Il torneo si è giocato a Cali in Colombia dal 6 al 12 febbraio 2012 con un montepremi di $100,000+H.

## Partecipanti

### Teste di serie
| Nazionalità | Giocatore                | Ranking | Testa di serie* |
| ----------- | ------------------------ | ------- | --------------- |
| Rep. Ceca   | Marina Eraković          | 56      | 1               |
| Romania     | Alexandra Dulgheru       | 61      | 2               |
| Francia     | Mathilde Johansson       | 73      | 3               |
| Spagna      | Lourdes Domínguez Lino   | 82      | 4               |
| Austria     | Patricia Mayr-Achleitner | 96      | 5               |
| Rep. Ceca   | Eva Birnerová            | 102     | 6               |
| Russia      | Aleksandra Panova        | 109     | 7               |
| Romania     | Alexandra Cadanțu        | 112     | 8               |

- Le teste di serie sono basate sul ranking al 30 gennaio 2011.

### Altri partecipanti
Le seguenti giocatrici hanno ricevuto una wildcard per il tabellone principale:
- Catalina Castaño
- Karen Castiblanco
- Yuliana Lizarazo

Le seguenti giocatrici sono passati dalle qualificazioni:
- Annalisa Bona
- Inés Ferrer Suárez
- Alexandrina Naydenova
- Teliana Pereira

La seguente giocatrice ha ricevuto un lucky loser entrando nel tabellone principale:
- Ximena Hermoso

## Campioni

### Singolare femminile
Alexandra Dulgheru ha battuto in finale  Mandy Minella per 6–3, 1–6, 6–3

### Doppio femminile
Karin Knapp /  Mandy Minella hanno battuto in finale  Alexandra Cadanțu /  Ioana Raluca Olaru per 6–4, 6–3